# اختلال شخصیت وابسته
اختلال شخصیت وابسته (به انگلیسی: dependent personality disorder) نوعی اختلال شخصیت است که فرد وابستگی فراگیر روانی به افراد دیگر دارد. اختلالات شخصیت عبارتند از مجموعه اختلال‌های روان شناختی که ویژگی اصلی آن‌ها رفتارهای خشک و غیرقابل انعطاف است.
این اختلال شخصیت یک وضعیت بلند مدت (مزمن) است که در آن بیمار برای نیازهای عاطفی و جسمی خود به دیگران وابسته است و تنها یک حداقل دستیابی به سطح طبیعی استقلال دارد.

## درمان
این افراد به علت ناتوانی در عملکرد مستقل، موقعیت شغلی آسیب پذیری دارند و از نظر روابط  اجتماعی محدود به اشخاصی می‌باشند که به آنان تکیه کرده‌اند و اگر تکیه‌گاه مناسبی برای خود نیابند در خطر ابتلا به افسردگی قرار می‌گیرند.
با وجود این مسائل پیش آگهی مبتلایان با درمان خوب است، روان درمانی بینش‌گرا و رفتاردرمانی جهت درمان مبتلایان به کار می‌رود.
برای درمان افسردگی و درمان اضطراب مبتلایان گاه از دارو درمانی به‌خصوص داروهای ضدافسردگی‌های سه‌حلقه‌ای و داروی ضداضطراب استفاده می‌شود.

## همه گیر شناسی
میزان شیوع آن ۵/ درصد از مجموع موارد اختلالات شخصیت است، در زن‌ها شایع تر از مردهاست، در بچه‌های کم سن‌تر ( بچه‌های آخر خانواده) و افرادی که در کودکی، ناراحتی مزمن جسمی داشته‌اند، شیوع بیشتری دارد.

## تشخیص
شخصیت وابسته: معیارهای تشخیصی برای افراد با وابستگی بیمارگونه و مفرط، به طور خلاصه به شرح زیر است:
– نیازی نافذ، فراگیر و افراطی به مراقبت شدن که به سلطه پذیری، وابستگی و ترس از جدایی بینجامد.
– این حالت از اوایل بزرگسالی شروع شده باشد و در زمینه های گوناگون به چشم آید که نشانه هایش وجود حداقل پنج مورد از موارد ذکر شده در زیر باشد:
1- بدون توصیه و اطمینان بخشی فراوان دیگران، در گرفتن تصمیمات روزمره مشکل داشته باشد (مثل پوشیدن لباس یا انتخاب غذا در رستوران).
2- نیازمند آن باشد که دیگران مسؤولیت بیشتر مسایل عمده زندگی اش را برعهده بگیرند (مثل خرید خانه، انتخاب همسر، تعیین رشته تحصیلی و غیره).
3- به دلیل ترس از برخوردار نشدن از حمایت یا تأیید دیگران، در ابراز مخالفت با آنها مشکل داشته باشد، که این امر به دلیل فقدان اعتماد به قضاوت ها یا توانایی های خود باشد، نه فقدان انگیزه یا انرژی.
4- در کسب حمایت و پشتیبانی دیگران بیش از حد معطل بماند، تا جایی که حتی حاضر شود کارهایی را که دوست ندارد، به خاطر دیگری انجام دهد و این امر حالتی تکرار شونده در روند زندگی فرد داشته باشد.
5- در تنهایی احساس ناراحتی یا درماندگی کند، به دلیل ترس مبالغه آمیز از نداشتن قدرت مراقبت از خود.
6- با ختم یک رابطه صمیمانه، فوراً به جستجوی رابطه ای دیگر برآید تا آن را منبع مراقبت و حمایت از خود قرار دهد.
7- ذهنش به طرزی غیرواقع گرایانه به این اندیشه مشغول باشد که مبادا برای مراقبت از خود، تنهایش بگذارند.
مجموعه صفات فوق باعث می شود کارکرد شغلی این افراد اغلب مختل باشد، به طوری که نمی‌تواند مستقلاً و بدون نظارت دقیق شخص دیگری کارهای خود را انجام دهند.
– روابط اجتماعی آنها اغلب فقط با کسی است که می توانند به او وابسته شوند و خیلی از این افراد مورد بدرفتاری جسمی یا روحی روانی قرار می گیرند، فقط به این علت که با جرأت نیستند و در نتیجه نمی‌توانند ابراز وجود کرده و از حق و حقوق خود دفاع کنند.
– اگر غیبت فردی که به او وابسته اند طولانی شود، بیمار در معرض خطر اختلال افسردگی قرار می گیرد.